# Lo chiamavano King
Lo chiamavano King (anglès: His Name Was King) és una pel·lícula italiana de 1971 del gènere western, dirigida per Giancarlo Romitelli i protagonitzada per Klaus Kinski.

## Argument
Un caçarecompeses deixa tot per venjar la mort del seu germà i l'ultratge que va sofrir l'esposa d'aquest a les mans d'una banda de traficants d'armes.

## Repartiment
- Richard Harrison - John 'King' Marley
- Klaus Kinski - Brian Foster
- Anne Puskin
- Tom Felleghy
- Lorenzo Fineschi
- Vassili Karis
- John Bartha
- Federico Boido (com Rick Boyd)
- Giorgio Dolfin
- Paolo Magalotti
- Osiride Pevarello
- Luciano Pigozzi - Mr. Collins
- Ada Pometti
- Sergio Smacchi
- Goffredo Unger (com John Silver)
- Marco Zuanelli

## Diversos
- Algunes parts de la banda sonora, composta per Luis Enríquez Bacalov, apareixen en el videojoc Red Dead Revolver.